# Kirgistan na Letnich Igrzyskach Olimpijskich Młodzieży 2010
Kirgistan na Letnich Igrzyskach Olimpijskich Młodzieży w Singapurze w 2010 reprezentować będzie 8 sportowców w 6 dyscyplinach.

## Skład kadry

### Boks
- Islomzhon Dalibaev

### Judo
- Bolot Tokogonov

### Kajakarstwo
- Ruslan Moltaev

### Pięciobój nowoczesny
- Ilias Baktybekov

### Pływanie
- Dmitrii Aleksandrov
- Ekaterina Lysenko

### Zapasy
- Urmatbek Amatov - kategoria 58 kg  złoty medal
- Shadybek Sulaimanov - kategoria 50 kg  brązowy medal